# Großsteingrab Kikhavn
Das Großsteingrab Kikhavn war eine megalithische Grabanlage der jungsteinzeitlichen Nordgruppe der Trichterbecherkultur im Kirchspiel Torup in der dänischen Kommune Halsnæs. Es wurde im 19. Jahrhundert zerstört.

## Lage
Das Grab lag südwestlich von Kikhavn auf erhöhtem Gelände hinter dem heutigen Haus Jørgen Olsensvej 5. In der näheren Umgebung gibt bzw. gab es zahlreiche weitere megalithische Grabanlagen.

## Forschungsgeschichte
Im Jahr 1887 führten Mitarbeiter des Dänischen Nationalmuseums eine Dokumentation der Fundstelle durch. Zu dieser Zeit waren keine baulichen Überreste mehr auszumachen.

## Beschreibung
Sowohl über die Grabkammer als auch eine mögliche Hügelschüttung ist nichts Näheres bekannt.